# Lameck Siame
Lameck Siame (Lusaka, 9 de julio de 1997) es un futbolista zambiano que juega en la demarcación de portero para el Zanaco FC de la Primera División de Zambia.

## Selección nacional
Tras jugar en las categorías inferiores de la selección, finalmente hizo su debut con la selección de fútbol de Zambia el 22 de octubre de 2020 en un encuentro amistoso contra Etiopía que finalizó con un resultado de 2-3 a favor del combinado zambiano tras los goles de Aschalew Tamene y Getaneh Kebede para Etiopía, y de Kelvin Kampamba y un doblete de Albert Kangwanda para Zambia.

## Clubes
| Club              | País   | Año       | Partidos | Goles |
| ----------------- | ------ | --------- | -------- | ----- |
| Real Nakonde FC   | Zambia | 2017-2019 |          | 0     |
| Kabwe Warriors FC | Zambia | 2019-2021 | 26       | 0     |
| Zanaco FC         | Zambia | 2021-     | 47       | 0     |